# 天津仁慈堂
天主教天津教区仁慈堂是天主教仁爱修女会在天津建立的修会和孤儿院，是著名的天津教案的爆发地之一。由于房地产开发的原因，仁慈堂仅存的建筑物在认定天津历史风貌建筑时被有意忽略，在没有任何法律法规可以保护的情况下，于与2010年被拆毁。在原址附近重建的仁慈堂于2011年底重新开放并恢复活动，建筑外形基本仿制原仁慈堂，但在内部装饰上大为逊色。仁慈堂开放后，南开区成为天津市主城区内唯一拥有两座公开活动的天主教堂的行政区。

## 历史

### 作为慈善机构的天津仁慈堂
仁慈堂最初是作为仁爱修女会的所在地建立的，1862年7月，北京教区孟振生主教从欧洲带来14名仁爱会修女，其中5名留在天津开办仁慈堂。仁慈堂建立初期并没有大型建筑。修女们多是从事医疗、救护等工作，晚间回到河对岸的居住地点。随着天主教会自身的发展和修会逐渐获得信任，便于1867-1868年在东门外东浮桥西侧小洋货街32号修建了教堂、孤儿院和医疗设施等建筑物，共计占地7.8亩，房舍191间。并注册为：天主教仁慈堂孤儿院。

### 天津教案和义和团运动
1870年，天津教案爆发，被指控虐待和诱拐婴儿的仁慈堂首当其冲，在大火中被焚毁，并致10名修女死亡。他们是：
- 院长玛尔盖（比利时）
- 玛利亚·保琳娜（法国）
- 玛利亚·各洛琳（意大利）
- 玛利亚·若瑟花（比利时）
- 玛利亚·安纳（法国）
- 嘉洛利纳（法国）
- 玛利亚·赛洛芬纳（法国）
- 玛利亚·纳诸爱（法国）
- 玛利亚·安琪（法国）
- 爱里斯（英国）

1900年，中国爆发义和团运动，重建的仁慈堂再次被毁。

### 仁慈堂在近代的命运
2010年前保留的仁慈堂建筑为修会和孤儿院所使用的礼拜堂，建于1904年，具体位置仍在海河西岸今张自忠路旁，与袁氏旧居隔河相对。1949年中共建政后堂内尚存孤儿471名。1950年代，在华外国传教士被驱逐，仁慈堂也停止使用。此后仁慈堂被征收，改为儿童福利院，圣堂改为天津手帕厂附属建筑。

## 修女会护堂活动
仁慈堂所在的周边地块被南开区政府打包出售予香港仁恒地产，并开始了大规模的拆迁。过去认为仁慈堂的拆除同开发商有直接关系，但从新的证据来看，拆除可能是由官方背景的海河办和天津地铁公司运作的结果。
为了保护教产，天津仁爱修女会一直同政府和开发商交涉，并在动工前进入居住；2006年，仁慈堂被政府断水断电；2009年9月，开发商试图强行拆除建筑时，有修女在混乱中受伤；2009年11月，20余名天津仁爱修女会进入仁慈堂进行绝食祈祷。
修会所认可的教产面积包含历史上的圣堂，共计约6000平方米，政府和开发商承认的面积约1400平方米，并提出以400平方米土地和200平方米的新堂置换原仁慈堂，修女会表示不能接受。后来地铁公司同海河办提出在圣心堂的拆除置换方案中补偿剩余的面积。在这种情况下，2010年初，原仁慈堂被完全拆除。2010年底，作为置换的位于水阁大街金刚桥头的新建筑物落成，并于2011年底成为正式开放宗教活动场所。2012年，天津教区100年庆典在此拉开序幕。
由于圣心堂被成功保护，原有的补偿方案不得不搁置，因此欠缺的面积至今未能落实。

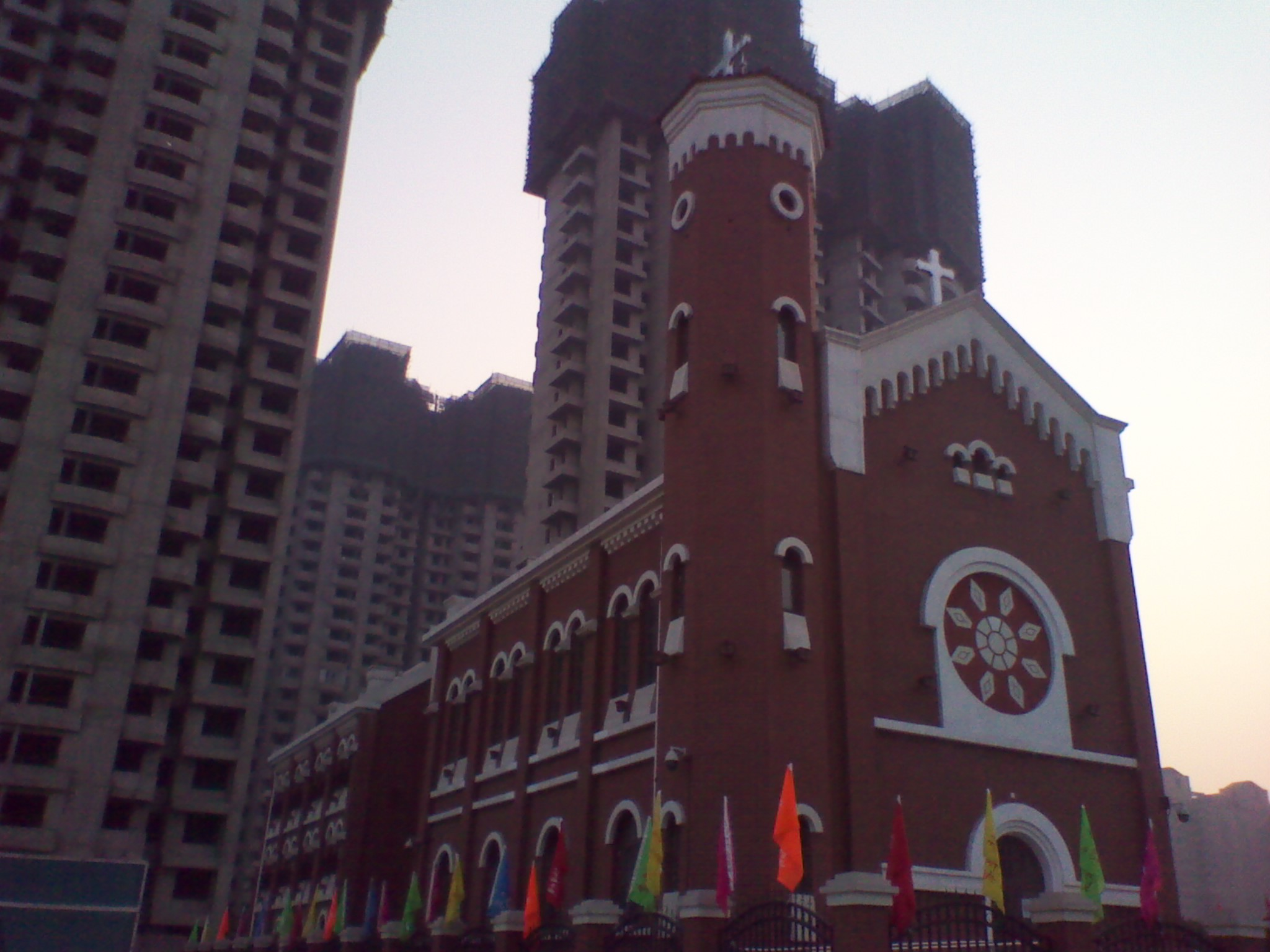
2010年仿建的仁慈堂建筑。
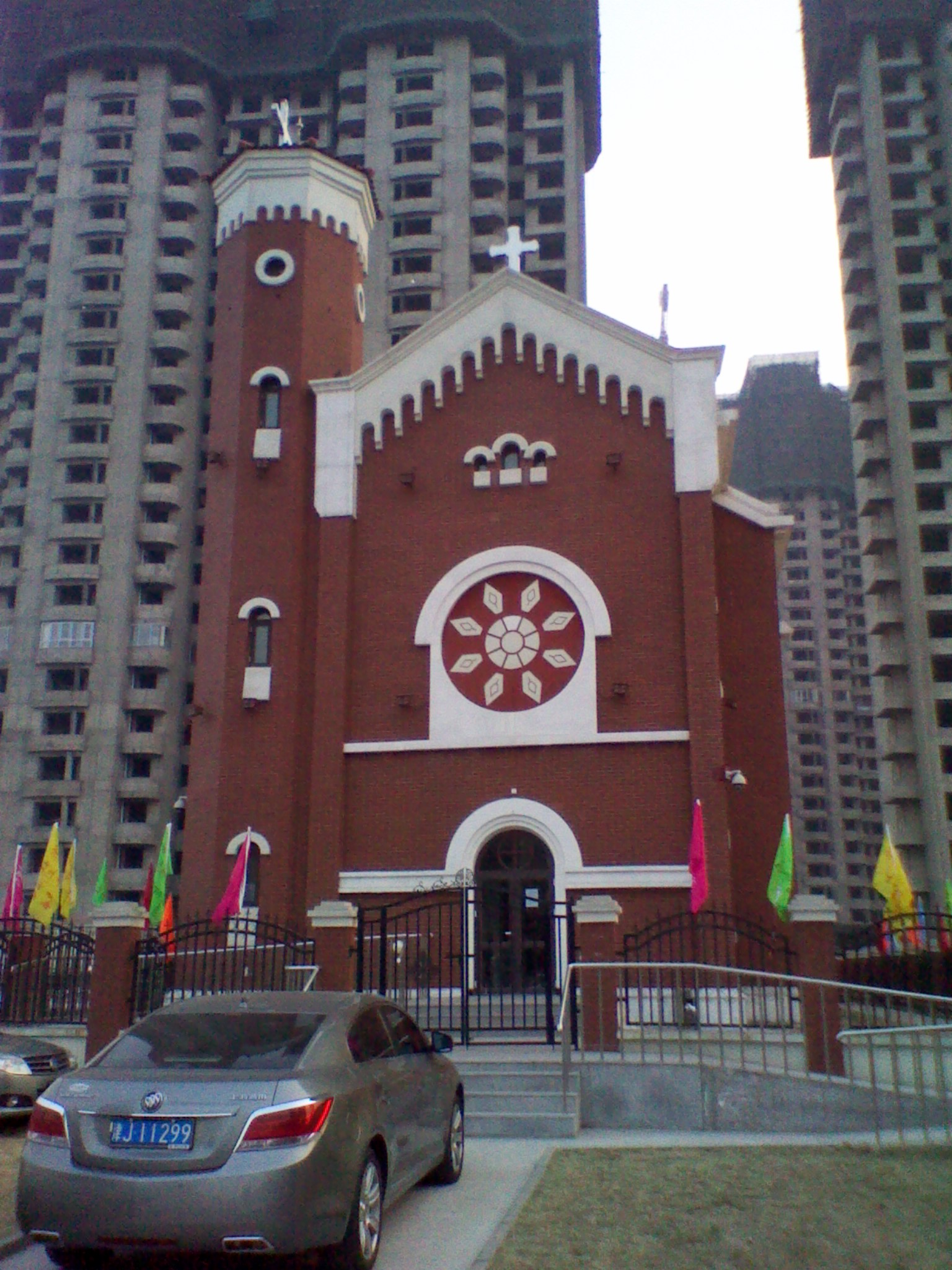
仿建的仁慈堂正面。

## 现状
目前仁慈堂的本堂为李冬保禄神父，弥撒时间周一、三、五6:30；周四19:00；周六6:30,19:00；主日7:30。